# Celegastrura aldebaranis
Genre
Espèce
Celegastrura aldebaranis, unique représentant du genre Celegastrura, est une espèce de collemboles de la famille des Hypogastruridae.

## Distribution
Cette espèce est endémique du Tamaulipas au Mexique.

## Description
Celegastrura aldebaranis mesure 1 mm.

## Étymologie
Son nom d'espèce lui a été donné en référence à Aldébaran.

## Publication originale
- Palacios-Vargas, Mendoza & Villalobos, 2000 : New genus and species of Hypogastruridae (Collembola) from a Mexican biosphere reserve and remarks on its ecology. Southwestern Entomologist, vol. 25, no 2, p. 139-144.